# Plougourvest
Plougourvest är en kommun i departementet Finistère i regionen Bretagne i västra Frankrike. Kommunen ligger i kantonen Landivisiau som tillhör arrondissementet Morlaix. År 2022 hade Plougourvest 1 486 invånare.

## Befolkningsutveckling
Antalet invånare i kommunen Plougourvest
Referens:INSEE